# Semaeopus oaxacana
Semaeopus oaxacana är en fjärilsart som beskrevs av William Schaus 1901. Semaeopus oaxacana ingår i släktet Semaeopus och familjen mätare. Inga underarter finns listade i Catalogue of Life.